# Bílé Podolí
Bílé Podolí – gmina w Czechach, w powiecie Kutná Hora, w kraju środkowoczeskim.
1 stycznia 2017 gminę zamieszkiwało 620 osób, a ich średni wiek wynosił 43,7 roku.